# Jin Tanaka
Jin Tanaka (田中 仁 Tanaka Jin?) es un guionista de anime japonés. Se ha desempeñado como escritor principal de animes como Go! Princess PreCure, Kirakira PreCure a la Mode, Yuru Camp△, Love Live! Nijigasaki High School Idol Club, Maō Gakuin no Futekigōsha y Oshi no Ko.

## Biografía
Tanaka, nativo de Tokio, nació el 20 de septiembre de 1976. Fue entrenado en el Instituto de Investigación de Toei Animation.
Tanaka se unió a la franquicia Pretty Cure de Toei Animation como escritor del quinto episodio de Doki Doki! PreCure, y Go! Princess PreCure (2015–2016) fue el primer anime en el que estuvo a cargo de la composición de la serie. Después de trabajar como guionista de Witchy Pretty Cure! The Movie: Wonderous! Cure Mofurun! (2016), fue el escritor principal de Kirakira PreCure a la Mode (2017–2018). También ha sido guionista de dos películas más de Pretty Cure: Star Twinkle Pretty Cure the Movie: These Feeling within The Song of Stars (2019) y Delicious Party Pretty Cure the Movie: Dreaming Children's Lunch (2022).
En 2016, Tanaka fue el guionista principal de Anne Happy. De 2018 a 2021, fue el guionista principal de ambas temporadas de Yuru Camp△, y fue el guionista de la adaptación cinematográfica de la franquicia de 2022 Yuru Camp△ Movie. En 2019, fue el guionista principal de Hachigatsu no Cinderella Nine. De 2020 a 2022, fue el guionista principal de Love Live! Nijigasaki High School Idol Club. Desde 2020, es el guionista principal de Maō Gakuin no Futekigōsha. En 2023, Tanaka fue anunciado como el guionista principal de Oshi no Ko.

## Trabajos

### Series de televisión
| Año  | Anime | Estudio                      | Funciones                                                                                | Refs.         |
| ---- | --- | ---------------------------- | ---------------------------------------------------------------------------------------- | ------------- |
| 1999 | One Piece | Toei Animation               | Guionista (153 episodios)                                                                | [ 15 ]        |
| 2007 | Hatara Kids Mai Ham Gumi                                                                                            | Toei Animation               | Guionista (#11, 35, 44)                                                                  | [ 16 ]        |
| 2008 | Uchi no 3 Shimai | Toei Animation Studio Animal | Guionista                                                                                | [ 17 ]        |
| 2010 | Marie & Gali ver. 2.0                                                                                               | Toei Animation               | Guionista (#10, 18-20, 26)                                                               | [ 18 ]        |
| 2010 | Digimon Xros Wars                                                                                                   | Toei Animation               | Guionista (#14)                                                                          | [ 19 ]        |
| 2012 | Queen's Blade: Rebellion                                                                                            | Arms                         | Guionista (#7, 10)                                                                       | [ 20 ]        |
| 2013 | Doki Doki! PreCure                                                                                                  | Toei Animation               | Guionista (#5, 9, 14, 18, 21, 27, 32)                                                    | [ 1 ]         |
| 2013 | Date A Live | AIC PLUS+                    | Guionista (#7-9)                                                                         | [ 21 ]        |
| 2013 | Tanken Driland: 1000-nen no Mahō                                                                                    | Toei Animation               | Guionista (#47)                                                                          | [ 22 ]        |
| 2014 | Z/X: Ignition | Telecom Animation Film       | Guionista (#8, 11)                                                                       | [ 23 ]        |
| 2014 | Happiness Charge PreCure!                                                                                           | Toei Animation               | Guionista (#4, 8, 16, 20, 26, 30, 35)                                                    | [ 24 ]        |
| 2014 | Tokyo Ghoul | Pierrot                      | Asistente de composición de la serie                                                     | [ 25 ]        |
| 2014 | Date A Live II | Production IMS               | Guionista (#5-7)                                                                         | [ 26 ]        |
| 2015 | Go! Princess PreCure                                                                                                | Toei Animation               | Composición de la serie Guionista (#1, 4-5, 9, 11, 18, 22, 27, 30, 37, 39, 43, 49-50)    | [ 1 ]         |
| 2016 | Anne Happy | Silver Link                  | Composición de la serie Guionista (#1-5, 8-9, 11-12)                                     | [ 7 ]         |
| 2017 | Kirakira PreCure a la Mode                                                                                          | Toei Animation               | Composición de la serie Guionista (#1-2, 6, 11, 14, 17, 23, 30-31, 39-40, 44, 46, 48-49) | [ 4 ]         |
| 2018 | Yuru Camp△ | C-Station                    | Composición de la serie Guionista (#1-2, 6, 11, 14, 17, 23, 30-31, 39-40, 44, 46, 48-49) | [ 8 ]         |
| 2018 | Hug tto! Precure | Toei Animation               | Guionista (#13)                                                                          | [ 27 ]        |
| 2019 | Hachigatsu no Cinderella Nine                                                                                       | TMS Entertainment            | Composición de la serie Escenario (#1-12)                                                | [ 10 ]        |
| 2019 | Star☆Twinkle Precure                                                                                                | Toei Animation               | Guionista (#36)                                                                          | [ 28 ]        |
| 2020 | Yesterday wo Utatte                                                                                                 | Doga Kobo                    | Guionista (#3-4, 6-12)                                                                   | [ 29 ]        |
| 2020 | Maō Gakuin no Futekigōsha: Shijou Saikyou no Maou no Shiso, Tensei shite Shison-tachi no Gakkou e                   | Silver Link                  | Composición de la serie Guionista (#1-4, 9-13)                                           | [ 13 ]        |
| 2020 | Love Live! Nijigasaki High School Idol Club                                                                         | Toei Animation               | Composición de la serie Guionista (#1-13)                                                | [ 11 ] [ 12 ] |
| 2020 | BNA: Brand New Animal                                                                                               | Trigger                      | Composición del tema principal (#OP)                                                     | [ 30 ]        |
| 2020 | Healin' Good♡Precure                                                                                                | Toei Animation               | Guionista (#15)                                                                          | [ 31 ]        |
| 2021 | Yuru Camp△ Season 2                                                                                                 | C-Station                    | Composición de la serie Guionista (#1-4, 7-9, 12)                                        | [ 32 ]        |
| 2021 | Shaman King | Bridge                       | Guionista (#7, 10, 14, 17, 22, 26, 29, 34, 38, 42, 46, 49)                               | [ 33 ]        |
| 2022 | Love Live! Nijigasaki High School Idol Club 2nd Season                                                              | Toei Animation               | Composición de la serie Guionista (#1-4, 6-8, 11-13)                                     | [ 34 ]        |
| 2023 | Maō Gakuin no Futekigōsha: Shijou Saikyou no Maou no Shiso, Tensei shite Shison-tachi no Gakkou e 2nd Season        | Silver Link                  | Composición de la serie Guionista (#1, 4, 8, 12)                                         | [ 35 ]        |
| 2023 | Oshi no Ko | Doga Kobo                    | Composición de la serie Guionista (#1-11)                                                | [ 14 ]        |
| 2024 | Shaman King Flowers                                                                                                 | Bridge                       | Guionista (#3, 7, 11)                                                                    | [ 36 ]        |
| 2024 | Maō Gakuin no Futekigōsha: Shijou Saikyou no Maou no Shiso, Tensei shite Shison-tachi no Gakkou e 2nd Season Part 2 | Silver Link                  | Composición de la serie Guionista (#13, 17, 20, 24)                                      | [ 37 ]        |
| 2024 | Oshi no Ko Season 2                                                                                                 | Doga Kobo                    | Composición de la serie Guionista (#1-9, 12-13)                                          | [ 38 ]        |
| 2024 | Kinokoinu - Mushroom Pup                                                                                            | C-Station                    | Composición de la serie Guionista (#1, 3, 7, 11-12)                                      | [ 39 ]        |
| 2025 | Kowloon Generic Romance                                                                                             | Arvo Animation               | Composición de la serie Guionista (#1-13)                                                | [ 40 ]        |

### Películas
| Año  | Anime                                                                                   | Estudio        | Funciones | Refs.  |
| ---- | --------------------------------------------------------------------------------------- | -------------- | --------- | ------ |
| 2016 | Witchy Pretty Cure! The Movie: Wonderous! Cure Mofurun!                                 | Toei Animation | Guionista | [ 3 ]  |
| 2019 | Pretty Cure: Star Twinkle Pretty Cure the Movie: These Feeling within The Song of Stars | Toei Animation | Guionista | [ 5 ]  |
| 2019 | Star☆Twinkle Precure: Hoshi no Uta ni Omoi wo Komete                                    | Toei Animation | Guionista | [ 41 ] |
| 2022 | Yuru Camp△ Movie                                                                        | C-Station      | Guionista | [ 9 ]  |
| 2022 | Delicious Party Pretty Cure the Movie: Dreaming Children's Lunch                        | Toei Animation | Guionista | [ 6 ]  |
| 2023 | Precure All Stars Movie F                                                               | Toei Animation | Guionista | [ 42 ] |
| 2024 | Love Live! Nijigasaki Gakuen School Idol Dōkōkai Kanketsu-hen                           | Sunrise        | Guionista | [ 43 ] |

### OVAs
| Año  | Anime                                                      | Estudio        | Funciones | Refs.  |
| ---- | ---------------------------------------------------------- | -------------- | --------- | ------ |
| 2010 | Dragon Ball: Super Saiya-jin Zetsumetsu Keikaku            | Toei Animation | Guionista | [ 44 ] |
| 2013 | Date A Live: Date to Date                                  | AIC PLUS+      | Guionista | [ 45 ] |
| 2023 | Love Live! Nijigasaki Gakuen School Idol Dōkōkai: Next Sky | Sunrise        | Guionista | [ 46 ] |